# José Carrete
José Carrete de Julián (Cabojal - Turón, Asturias, España, 5 de abril de 1951), conocido como Carrete, es un exfutbolista internacional y entrenador español. Jugaba como lateral derecho y desarrolló su carrera deportiva en dos clubes de la Primera División: el Real Oviedo y el Valencia CF, durante las décadas de los años 70 y 80 del siglo XX. Como entrenador ha dirigido a varios equipos de categoría nacional y colabora como comentarista deportivo en las narraciones de partidos de la Televisión Valenciana

## Trayectoria

### Como futbolista
Se inició como futbolista en el colegio La Salle de Turón recalando pronto en el Caudal Deportivo de Mieres, hasta que fichó por el Real Oviedo en 1971. Debutó con el equipo ovetense en la Segunda División el 5 de septiembre de 1971 frente al Xerez en el antiguo estadio Carlos Tartiere. El encuentro finalizó con una victoria del Real Oviedo por 2-1 y Eduardo Toba fue el entrenador que lo hizo debutar. En sus cinco temporadas con el cuadro carbayón jugó 147 partidos, 83 de ellos en Primera División en los que llegó a anotar tres goles. Al final de la temporada 1975/76, y tras haber descendido ese año a Segunda división, el club azul lo traspasa al Valencia C. F..
Allí jugó durante siete temporadas, todas ellas en la Primera División. Debutó con el equipo "che" el 5 de septiembre de 1976 frente al Celta de Vigo con un resultado final de 2-0 siendo Heriberto Herrera el entrenador del equipo levantino. Formó parte de uno de los equipos del Valencia CF considerados como «el mejor de todos los tiempos» al conquistar nada menos que la Copa del Rey 1979, la Recopa 1980 y la Supercopa del mismo año. Como anécdota, casi descalabra al Rey al recibir de sus manos como capitán del VCF la copa de campeón al derrotar 2-0 al Real Madrid y propinarle tan fuerte y sudoroso abrazo que a punto estuvo de sacarle del palco presidencial. Como marcador o defensa secante destacó el marcaje que le hizo a Maradona el 4 de septiembre de 1982 en Mestalla. Este excepcional marcaje a Maradona fue uno más entre los 270 que Carrete tuvo que realizar a lo largo de las siete campañas valencianistas en las que jugó 208 partidos de liga, 2 de la Copa de la Liga, 35 de Copa y 25 de competiciones europeas, destacando poderosamente el realizado a Dragan Dzajic, del Estrella Roja de Belgrado, considerado el mejor extremo izquierdo de Europa de la época.

### Selección nacional
Su debut con la selección absoluta se produjo el día 25 de enero de 1978. Al frente del combinado nacional se hallaba Ladislao Kubala, el escenario es el Estadio Santiago Bernabéu de Madrid y el rival la selección italiana en partido amistoso en preparación para el Mundial de Argentina 1978. España acabó venciendo 2-1 (Pirri, Dani y Tardelli). Su segundo y último partido con la roja se disputó el 15 de noviembre de 1978 en Valencia contra la selección de Rumanía en un encuentro valedero para la clasificación de la Eurocopa 1980 que finalizó con un 1-0 a favor de España (Asensi de falta hecha a Carrete).

### Como entrenador
Su trayectoria como entrenador comenzó en el Lenense y de ahí pasó al Real Oviedo entrenando al equipo filial. Debutó en el primer equipo tras la dimisión de su antecesor en el cargo Antonio Ruiz cuando el cuadro azul militaba en la Segunda División el 27 de noviembre de 1986 consiguiendo la permanencia al final de la temporada.
Con posterioridad entrenó a clubes como el Caudal de Mieres, la Cultural y Deportiva Leonesa, el CD Ourense, el Unión Popular de Langreo, la Gimnástica Torrelavega,  la Ponferradina, el Talavera, el Vecindario y el Altea.
En la temporada 2003-2004 se hizo cargo de la dirección deportiva de un club de Tercera División, el Oviedo ACF (nombre dado al Astur, histórico equipo del barrio ovetense de La Argañosa en esa temporada).
Su último club ha sido el Atlético Sanluqueño con el que logró el ascenso a la Segunda División B en la temporada 2012-13. En la temporada del ascenso y con Carrete de entrenador, el Atlético Sanluqueño ganó 20 partidos y empató dos de los que afrontó en el Estadio El Palmar.
En marzo de 2015 sufre un grave infarto cerebral en Barcelona que le dejó varias semanas en coma y del que se recupera poco a poco en Ponferrada

## Clubes

### Futbolista
| Club                      | Temporada | Liga     | Liga | Liga  | Copa | Copa  | Europa | Europa | Total | Total |
| Club                      | Temporada | División | Part | Goles | Part | Goles | Part   | Goles  | Part  | Goles |
| ------------------------- | --------- | -------- | ---- | ----- | ---- | ----- | ------ | ------ | ----- | ----- |
| Caudal de Mieres · España | 1969-70   | 3.ª      | —    | —     | —    | —     | —      | —      | -     | -     |
| Caudal de Mieres · España | 1970-71   | 3.ª      | —    | —     | —    | —     | —      | —      | -     | -     |
| Caudal de Mieres · España | Total     | Total    | —    | —     | —    | —     | —      | —      | -     | -     |
| Real Oviedo · España      | 1971–72   | 2.ª      | 38   | 0     | 4    | 0     | —      | —      | 42    | 0     |
| Real Oviedo · España      | 1972–73   | 1.ª      | 32   | 0     | 4    | 0     | —      | —      | 36    | 0     |
| Real Oviedo · España      | 1973–74   | 1.ª      | 18   | 0     | 2    | 0     | —      | —      | 20    | 0     |
| Real Oviedo · España      | 1974–75   | 2.ª      | 26   | 1     | 6    | 0     | —      | —      | 32    | 1     |
| Real Oviedo · España      | 1975–76   | 1.ª      | 33   | 2     | 3    | 0     | —      | —      | 36    | 2     |
| Real Oviedo · España      | Total     | Total    | 147  | 3     | 19   | 0     | —      | —      | 166   | 3     |
| Valencia CF · España      | 1976–77   | 1.ª      | 33   | 0     | 8    | 1     | —      | —      | 41    | 1     |
| Valencia CF · España      | 1977–78   | 1.ª      | 30   | 0     | —    | —     | —      | —      | 30    | 0     |
| Valencia CF · España      | 1978–79   | 1.ª      | 30   | 0     | —    | —     | 5      | 0      | 35    | 0     |
| Valencia CF · España      | 1979–80   | 1.ª      | 19   | 1     | —    | —     | 5      | 0      | 24    | 1     |
| Valencia CF · España      | 1980–81   | 1.ª      | 33   | 0     | —    | —     | 4      | 0      | 37    | 0     |
| Valencia CF · España      | 1981–82   | 1.ª      | 30   | 0     | —    | —     | 5      | 0      | 35    | 0     |
| Valencia CF · España      | 1982–83   | 1.ª      | 33   | 1     | 2    | 0     | 6      | 0      | 41    | 1     |
| Valencia CF · España      | Total     | Total    | 208  | 2     | 10   | 1     | 25     | 0      | 243   | 3     |

### Entrenador
| Temporada | Club                      | División            | Posición |
| --------- | ------------------------- | ------------------- | -------- |
| 1983-84   | SD Lenense                | Regional Preferente | ↑        |
| 1984-85   | SD Lenense                | Tercera División    | 10       |
| 1985-86   | Real Oviedo Vetusta       | Tercera División    | 10       |
| 1986-87   | Real Oviedo               | Segunda División    | 14       |
| 1988-89   | Cultural Leonesa          | Segunda División B  | 8        |
| 1989-90   | Cultural Leonesa          | Segunda División B  | 7        |
| 1990-91   | Cultural Leonesa          | Segunda División B  | 9        |
| 1991-92   | CD Ourense                | Segunda División B  | 5        |
| 1992-93   | CD Ourense                | Segunda División B  | 5        |
| 1994-95   | UP Langreo                | Segunda División B  | 9        |
| 1995-96   | UP Langreo                | Segunda División B  | 10       |
| 1996-97*  | UP Langreo                | Segunda División B  | 14       |
| 1997-98   | SD Ponferradina           | Tercera División    | 3        |
| 1998-99*  | SD Ponferradina           | Tercera División    | 3↑       |
| 1999-00   | Talavera CF               | Segunda División B  | 16       |
| 2000-01   | Gimnástica de Torrelavega | Segunda División B  | 13       |
| 2001-02   | UD Vecindario             | Segunda División B  | 18↓      |
| 2006-07   | UD Altea                  | Regional Preferente |          |
| 2007-08   | UD Altea                  | Regional Preferente |          |
| 2010-11   | At Sanluqueño             | Tercera División    | 8        |
| 2011-12   | At Sanluqueño             | Tercera División    | 1↑       |

- En la temporada 1996-97 Es sustituido en diciembre por Roberto Vázquez.
- En la temporada 1998-99 es sustituido por Jesús Tartilán quien logra el ascenso a Segunda B en los play off de ascenso.